# (208996) Achlys
(208996) Achlys es un objeto transneptuniano, más concretamente, un plutino. Fue descubierto el 13 de enero de 2003 por C. Trujillo, M. Brown, E. Helin, S. Pravdo, K. Lawrence, y M. Hicks en el Observatorio de Palomar usando un telescopio Schmidt.

## Designación y nombre
Designado provisionalmente como 2003 AZ84, fue nombrado por Aclis, la personificación del dolor y la pena, descrita en el poema épico griego El escudo de Heracles. Homero también la usa en la Ilíada para describir la niebla que cubre los ojos de los moribundos.

## Órbita del planeta
Este objeto transneptuniano es un plutino, y su órbita es similar a la de Plutón.

## Satélite
Haciendo búsquedas con el telescopio espacial Hubble, se pudo descubrir un satélite, el 22 de febrero de 2007, con una magnitud aparente de 5.0-